# Cent Call Second
El Cent Call Second (CCS) se emplea en telefonía como una medida de tráfico telefónico (volumen de tráfico), establecida sobre longitudes de uso de cien segundos. Un CCS es el tráfico telefónico causado por una llamada de 100 segundos de duración, o por el agregado de un número n de llamadas donde la duración total sea de 100 segundos.

## Historia
Esta unidad se originó en los inicios de la conmutación electromecánica como alternativa al Erlang y su función fue hacer las cantidades de volumen de tráfico más manejables.

## Equivalencias
1 hora de tráfico = 3600 s = 1 Erlang = 36 CCS